# Powódź w Pakistanie (2010)

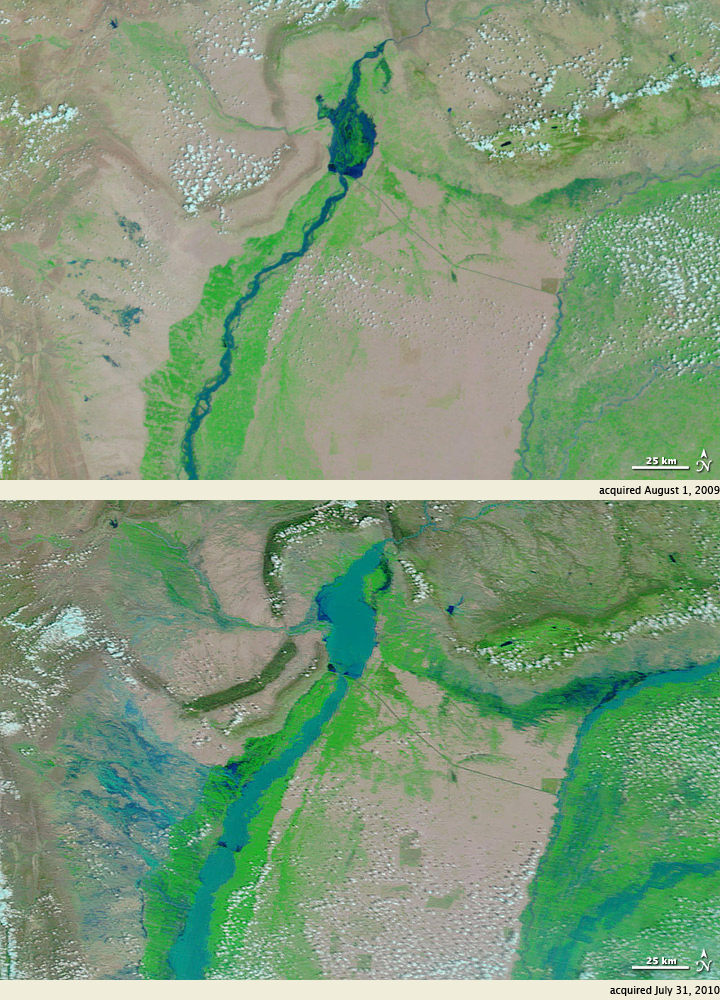
Dolina rzeki Indus przed powodzią i w trakcie powodzi (1 sierpnia 2010)

Powódź w Pakistanie (2010) – powódź, która miała miejsce w pakistańskiej prowincji Chajber Pasztunchwa na przełomie lipca i sierpnia 2010. Jej przyczyną były intensywne deszcze monsunowe.
W jej wyniku śmierć poniosło 1781 osób, a 14 mln straciło dach nad głową. Pół miliona ludzi zostało wysiedlonych.
Wiele regionów zostało zupełnie odciętych od świata, szczególnie trudno dostępne pogranicze afgańsko-pakistańskie. Zalane zostały głównie tereny Doliny Swat, w której w 2009 toczyły się ciężkie walki armii pakistańskiej z talibami. Podczas powodzi talibski lider z Doliny Swat Maulana Fazullah wezwał bojowników do powrotu na tereny z których zostali wyparci rok wcześniej.
31 lipca odcięta od świata była stolica prowincji – Peszawar. W niektórych miejscach woda sięgała poziomu 5,5 metra. W wyniku powodzi zmiecionych zostało 45 mostów i 3700 domów. Autostrada Karakorum, łącząca Pakistan z Chinami została zamknięta z powodu uszkodzenia mostów.
W akcji ratunkowej głównie zaangażowane było wojsko. 30 tysięcy żołnierzy, ponad 40 śmigłowców i 100 łodzi walczyło z żywiołem.
Pakistan zaapelował do międzynarodowych darczyńców o pomoc w walce z katastrofą. Ambasada Stanów Zjednoczonych ogłosiła, że USA przekażą 10 mln dol. na pomoc humanitarną, a UE chce na ten cel wydać 30 mln dol. Chiński rząd ogłosił, że zapewni pomoc o wartości 10 milionów juanów. Chiński ambasador odwiedził zalane treny Chajber Pasztunchwa, składając wyrazy ubolewania z powodu tragedii. Pomoc zorganizował także ONZ.
Podczas trwania gwałtownych monsunów, 28 lipca pod Islamabadem doszło do katastrofy lotniczej, w której śmierć poniosły 152 osoby.